# La Folle Aventure (film, 1931)
Pour les articles homonymes, voir La Folle Aventure.
Pour plus de détails, voir Fiche technique et Distribution.
La Folle Aventure (titre original : Hans in allen Gassen) est un film franco-allemand réalisé par Carl Froelich et André-Paul Antoine (version française), sorti en 1931.

## Fiche technique
- Titre : La Folle Aventure ou Journaliste à sensation
- Titre original : Hans in allen Gassen
- Réalisation : Carl Froelich et André-Paul Antoine
- Scénario : André-Paul Antoine et Rudolf Franck, d'après le roman Smarra de Ludwig Wolf
- Photographie : Franz Planer
- Musique : Hanson Milde-Meissner
- Sociétés de production : Carl Froelich-Film GmbH - Films P.J. de Venloo
- Pays : Allemagne  République de Weimar |  France
- Durée : 100 minutes
- Dates de sortie : 
  - Allemagne  République de Weimar : 23 décembre 1930
  - France : 13 mars 1931

## Distribution
- Jean Murat
- Marie Bell
- Marie Glory
- Georges Tréville
- Jim Gérald